# 衛氏肺吸蟲
衛氏肺吸蟲（学名：Paragonimus westermani，又譯卫氏并殖吸虫）为斜睪目住胞科並殖屬的动物。是一種扁平似似咖啡豆的寄生蟲，是肺吸蟲症致病原中最重要者，必須透過數種中間宿主才能感染人類或其他物種，並完成生活史，呈世界性分布，但東亞、東南亞為主要感染盛行區域。

## 形態

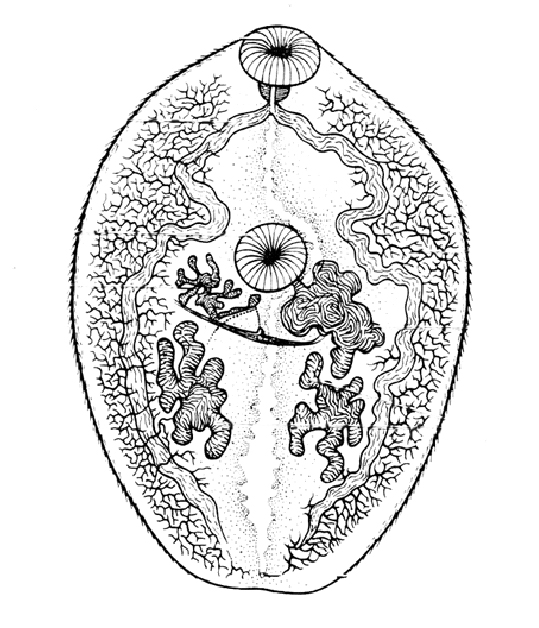
成蟲構造

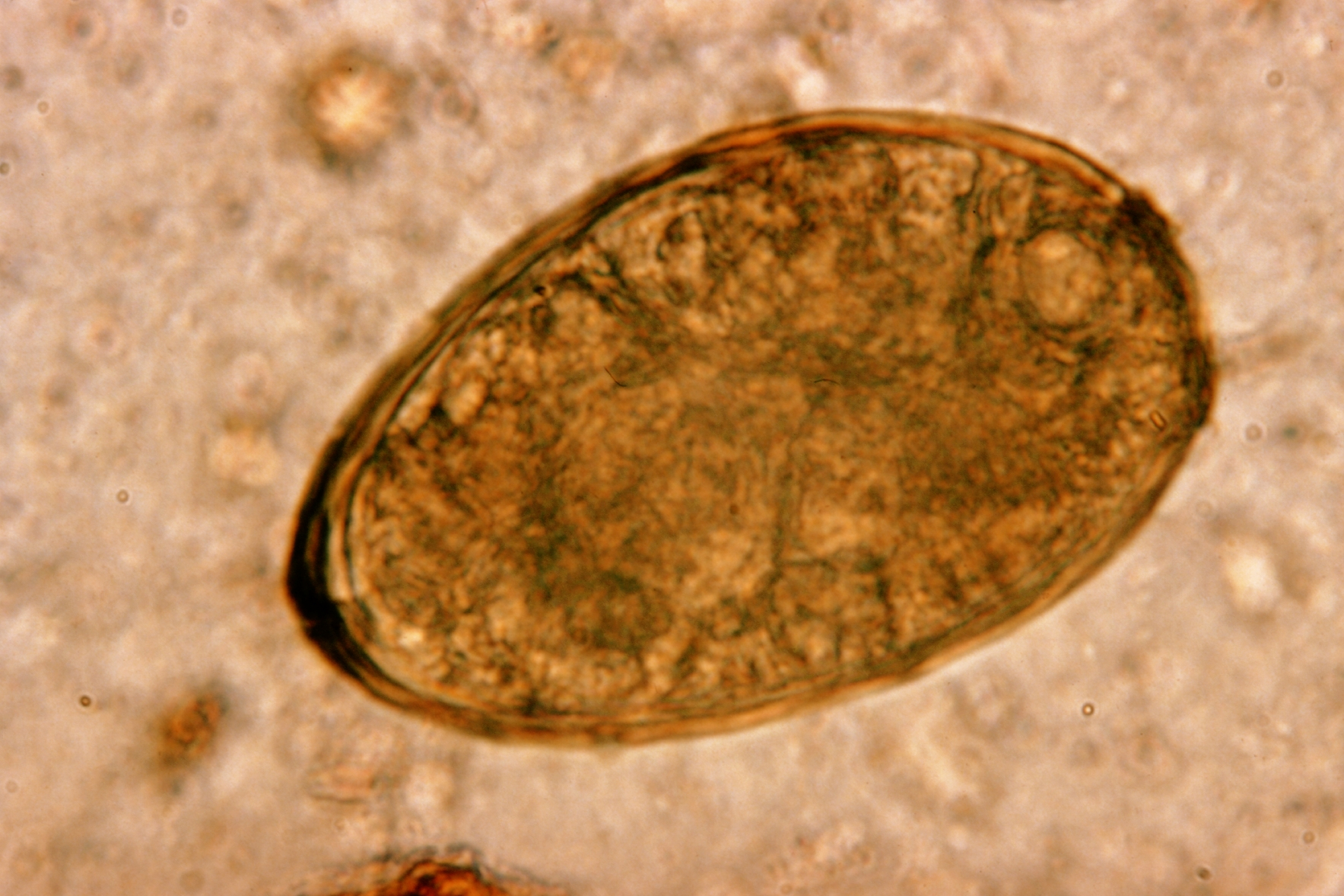
蟲卵

成蟲雌雄同體，大小約1公分左右，體型卵圓、色澤棕紅，與咖啡豆極為相似，兩個狀似銀杏葉的睪丸並列於蟲體後三分之一處，因此分類於並殖科，口吸盤與腹吸盤約略等大，分別位於蟲體前端和腹部中央。肺吸蟲的卵呈黃褐色，長度介於68至118微米、寬約39至67微米之間，具有厚壁，且因一端較平使得外觀不對稱，較大的一端則有清楚可見的卵蓋。

## 生活史
當肺吸蟲的卵碰觸乾淨的水源，纖毛幼蟲（miracidium）便可進入作為第一中間宿主的川蜷、瘤蜷體內，並先後發育成胞狀幼蟲（sporocyst）、雷氏幼蟲（redia），待發育成尾動幼蟲（cercaria）後便可以感染淡水甲殼綱動物等第二中間宿主，包括淡水蟹（如澤蟹、屎蟹、宮崎蟹、毛蟹等）和淡水蝦（如螯蝦、淡水長臂大蝦），並於這類宿主的鰓或肌肉組織形成囊腫（cyst），再發育成囊狀幼蟲（metacercaria）。生食這些受感染的第二中間宿主，可讓這些幼蟲有機會侵犯腸胃道，並循腹腔穿過橫膈並發育成蟲，可在人或其他動物體內造成肺部、腹腔、甚至可因蟲體移行至各處，造成其他器官的損害。

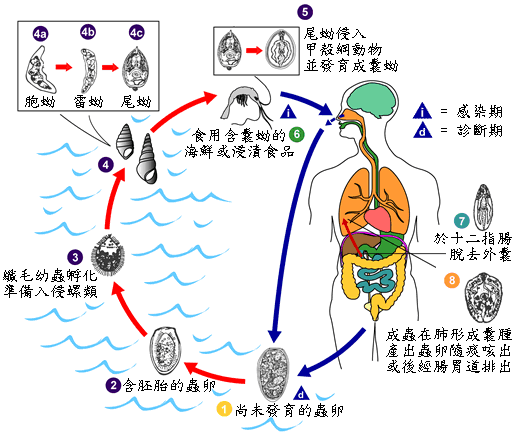
衛氏肺吸蟲的生活史

## 盛行區
衛氏肺吸蟲分布于日本、朝鮮半島、菲律賓、馬來西亞、泰國、印度、尼泊爾、印度尼西亞、中華民國以及中華人民共和國的遼寧、吉林、黑龙江、浙江、江西、湖南、湖北、山東、贵州、河南等地，營寄生生活，终末宿主虎、豹、狼、貂、猴、野猫、伶鼬、猞猁、家猫、麝猫、犬、猪、牛及人等。
衛氏肺吸蟲為世界性分布，是可寄生人體的各種肺吸蟲中，研究最多的一種，其中又以日本、韓國、中華人民共和國、東南亞及新幾內亞為主要盛行區，印度、非洲則有零星案例發生，這可能與東亞喜食未完全熟食淡水域水產的飲食文化習慣有關，例如中菜的(淡水)醉蝦、(淡水)醉蟹、日本菜生食的(淡水)刺身及韓國菜的醬油蟹(淡水)，其製作過程未能完全殺死寄生蟲所致。此外，若其他動物曾不慎食入這些受感染物種，同樣也可能被感染，若人類或貓、狗、豬吃下牠們，在處理不完全的情況下，也會有染病的風險，但目前尚未有人與人直接傳染的案例。中華民國則因部分河川污染嚴重，居民少用淡水蝦蟹，儘管有衛氏肺吸蟲分布，但少有此類病例。

## 診斷與治療
患者可能出現咳嗽、呼吸困難、血痰、胸痛、腹痛、腹瀉等典型症狀，乍看與結核病的極為相似，因此必須藉由檢驗痰液、糞便、胃液中的蟲卵作為鑑別診斷（differential diagnosis）的依據，此外，血液中的嗜酸性白血球（eosinophil）數量也會增高，淋巴球也會製造出相應的抗體，因此也是診斷的輔助項目，目前以藥物praziquantel或Bithionol作為主要的治療。

## 外部連結
- 寄生蟲學-Nematoda(線蟲)-Paragonimus westermani(衛氏肺吸蟲) （页面存档备份，存于）
- （英文）人類肺吸蟲之衛氏肺吸蟲 英國劍橋吸蟲研究小組
- 維基物種上的相關：衛氏肺吸蟲